# Lotus Elise

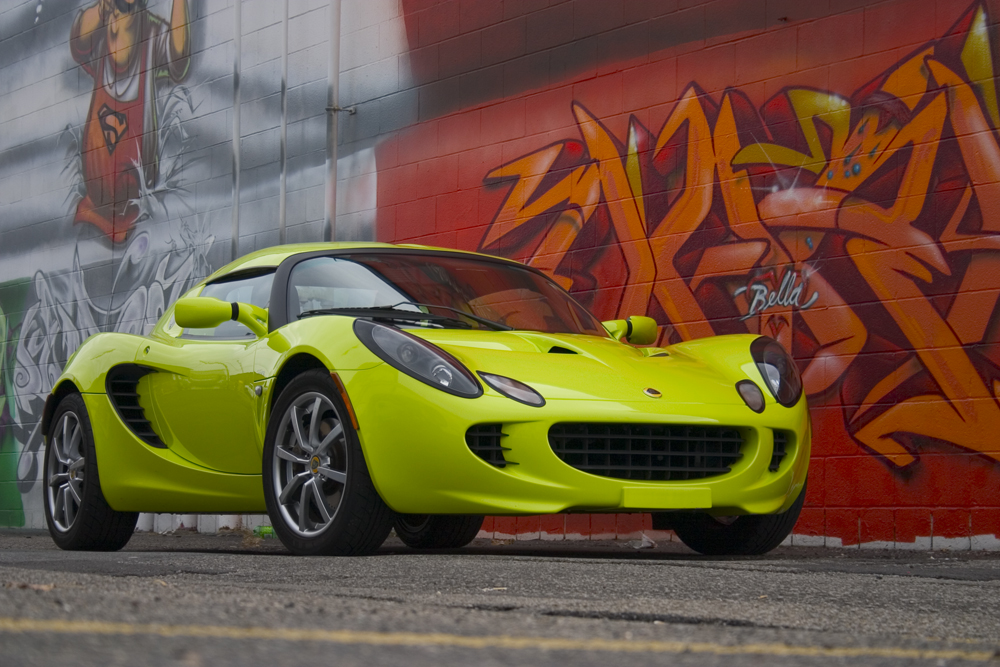
Lotus Elise

Lotus Elise är en sportbil som presenterades i september 1995 av bilmärket Lotus. Bilen har en 4-cylindrig Rover-motor som producerar 120 hästkrafter. Tack vare en låg vikt på 720 kg har bilen fartresurser som motsvarar andra motorstarkare bilars. Andra motoralternativ har dock förekommit.
Lotus Elise serie 2 presenterades 2000 och hade en rad förändringar jämfört med den tidigare versionen. 
Det finns också en coupéversion av Elise, kallad Lotus Exige.
Opel Speedster, Tesla Roadster och undervattensbilen sQuba är byggda på samma bottenplatta som Lotus Elise.